# Aduana Stars
Aduana Stars Football Club is een Ghanese voetbalclub uit Dormaa Ahenkro. De club komt uit in de Ghanese Premier League. De wedstrijden worden gespeeld in het Agyeman Badustadion, dat plaats biedt aan 5.000 toeschouwers.
In 2009 werd de club kampioen met de minst gescoorde doelpunten in één seizoen. In 30 wedstrijden maakte de ploeg maar 19 doelpunten, wat neer komt op 0,6333 doelpunten per wedstrijd.

## Erelijst
- Premier League

2009, 2017

## Bekende (oud-)spelers
- Stephen Adams

Aduana Stars · 
Asante Kotoko · 
Ashanti Gold · 
Bechem United · 
Berekum Chelsea · 
Bolga All Stars · 
Dreams FC · 
Ebusua Dwarfs · 
Elmina Sharks · 
Great Olympics · 
Hearts of Oak · 
Inter Allies · 
Liberty Professionals · 
Medeama · 
WA All Stars · 
WAFA SC